# Jabal Aḩmad al Bāqir
Jabal Aḩmad al Bāqir är ett berg i Jordanien.   Det ligger i guvernementet Akaba, i den sydvästra delen av landet, 270 km söder om huvudstaden Amman. Toppen på Jabal Aḩmad al Bāqir är 1 152 meter över havet.
Terrängen runt Jabal Aḩmad al Bāqir är varierad. Runt Jabal Aḩmad al Bāqir är det ganska glesbefolkat, med 21 invånare per kvadratkilometer. Närmaste större samhälle är Akaba, 14,6 km sydväst om Jabal Aḩmad al Bāqir. Trakten runt Jabal Aḩmad al Bāqir är ofruktbar med lite eller ingen växtlighet.